# Футбол на летних Олимпийских играх 2012 — отборочный турнир Африки (женщины)
В женском отборочном турнире Африки по футболу на летние Олимпийские игры 2012 приняли участие 18 команд. Это третий по счету отборочный турнир на Олимпийские игры среди женских команд Африки. Предварительные раунды турнира прошли в три этапа с октября 2010 года по 22 октября 2011 года. Камерун и ЮАР квалифицировались на Игры.
В предварительном раунде были сыграны два матча между сборными Ботсваны и Замбии, в результате которых Замбия прошла в следующий раунд. Оставшиеся этапы проводились по Олимпийской системе. В финальный раунд вышли четыре команды, которые разобились по парам и провели по матчу дома и на выезде.

## Предварительный раунд
Первый матч прошёл 2 октября 2010 года, второй — 23 октября 2010 года.
| Команда 1 | Итог | Команда 2 | 1-й матч | 2-й матч |
| --------- | ---- | --------- | -------- | -------- |
| Ботсвана  | 1:6  | Замбия    | 1:4      | 1:2      |

## Первый раунд
Первые матчи прошли 15 и 16 января 2011 года, вторые — 29 и 30 января 2011 года.
| Команда 1        | Итог     | Команда 2             | 1-й матч | 2-й матч |
| ---------------- | -------- | --------------------- | -------- | -------- |
| Габон            | —        | Экваториальная Гвинея | —        | —        |
| Ангола           | 2:2 (гв) | Намибия               | 2:2      | 0:0      |
| Республика Конго | —        | Нигерия               | —        | —        |
| Камерун          | 6:0      | Мали                  | 5:0      | 1:0      |
| Гвинея           | 1:7      | Гана                  | 0:2      | 1:5      |
| ДР Конго         | 0:3      | Эфиопия               | 0:0      | 0:3      |
| Марокко          | 1:3      | Тунис                 | 0:3      | 1:0      |
| Замбия           | 1:5      | ЮАР                   | 1:2      | 0:3      |

Габон и Республика Конго снялись с соревнований.

## Второй раунд
Второй раунд был отложен, чтобы дать возможность женской сборной Камеруна поучаствовать во Всеафриканских играх.
| Команда 1 | Итог           | Команда 2             | 1-й матч | 2-й матч       |
| --------- | -------------- | --------------------- | -------- | -------------- |
| Камерун   | 0:2            | Экваториальная Гвинея | 0:0      | 0:2            |
| ЮАР       | 1:1 (6:5 п.п.) | Тунис                 | 1:0      | 0:1 (6:5 п.п.) |
| Эфиопия   | 2:2 (гв)       | Гана                  | 1:0      | 1:2            |
| Нигерия   | 9:0            | Намибия               | 7:0      | 2:0            |

По результатам двух матчей Экваториальная Гвинея победила Камерун со счетом 2:0. После этого дисциплинарный комитет ФИФА дисквалифицировал Экваториальную Гвинею, поскольку в составе последней участвовала футболистка Джейд Бохо (англ. Jade Boho), не имевшая на то права.

## Финальный раунд
| Команда 1 | Итог           | Команда 2 | 1-й матч | 2-й матч       |
| --------- | -------------- | --------- | -------- | -------------- |
| Нигерия   | 3:3 (3:4 п.п.) | Камерун   | 1:2      | 2:1 (3:4 п.п.) |
| ЮАР       | 4:1            | Эфиопия   | 3:0      | 1:1            |

| 21 октября 2011 | Камерун                                  | 2:1 (4:3 пен.) | Нигерия               | Яунде |
|                 | - Эдоа Зоуга 29′ - Кристин Мани ? (пен.) | [ 3 ]          | - Перпетуа Нквоча 79′ |       |
|                 | Пенальти                                 |                |                       |       |
| ? ? ? ?         |                                          | - Фаид Икиди   |                       |       |